# 히라이시 요스케
히라이시 요스케(일본어: 平石 洋介, 1980년 4월 23일 ~ )는 일본의 전 프로 야구 선수이자 야구 지도자이다. 현재 사이타마 세이부 라이온스 1군 타격 코치이다. 오이타현 기쓰키시 출신이며 현역 시절 포지션은 외야수, 내야수였다.

## 상세 정보

### 출신 학교
- PL학원 고등학교
- 도시샤 대학

### 선수 경력
사회인 시대
- 토요타 자동차

프로팀 경력
- 도호쿠 라쿠텐 골든이글스(2005년 ~ 2011년)

### 지도자 경력
- 도호쿠 라쿠텐 골든이글스 육성 코치(2011년) ※야수 담당
- 도호쿠 라쿠텐 골든이글스 2군 외야 수비 주루 코치(2012년)
- 도호쿠 라쿠텐 골든이글스 1군 타격 코치 보좌(2013년)
- 도호쿠 라쿠텐 골든이글스 1군 타격 코치(2014년 ~ 2014년 6월 13일) → 1군 타격 코치 겸 주루 코치(2014년 6월 14일 ~ 2015년)
- 도호쿠 라쿠텐 골든이글스 2군 감독(2016년 ~ 2017년)
- 도호쿠 라쿠텐 골든이글스 1군 수석 코치 겸 타격 코치(2018년 ~ 2018년 6월 16일) → 감독 대행(2018년 6월 17일 ~ 시즌 종료까지)
- 도호쿠 라쿠텐 골든이글스 감독(2019년)
- 후쿠오카 소프트뱅크 호크스 1군 타격 겸 야수 종합 코치(2020년 ~ 2021년)
- 사이타마 세이부 라이온스 1군 타격 코치(2022년 ~ )

### 수상·타이틀 경력
- 이스턴 리그 최고 출루율(2006년)

### 개인 기록
- 첫 출장·첫 선발 출장 : 2005년 3월 27일, 대 지바 롯데 마린스 2차전(지바 마린 스타디움), 9번·중견수로 선발 출장
- 첫 타석 : 상동, 3회말에 와타나베 슌스케로부터 우익 뜬공
- 첫 안타 : 2005년 3월 30일, 대 후쿠오카 소프트뱅크 호크스 3차전(후쿠오카 Yahoo! JAPAN 돔), 8회초에 요시타케 신타로로부터 중전 안타
- 첫 타점 : 2005년 4월 1일, 대 세이부 라이온스 1차전(풀캐스트 스타디움 미야기), 6회말에 쇼쓰 에이지로부터 우전 적시타
- 첫 도루 : 2008년 10월 4일, 대 사이타마 세이부 라이온스 24차전(클리넥스 스타디움 미야기), 6회말에 2루 안착(투수: 니시구치 후미야, 포수: 긴지로)
- 첫 홈런 : 2009년 6월 27일, 대 오릭스 버펄로스 7차전(교세라 돔 오사카), 8회초에 가모시다 다카시로부터 우월 2점 홈런

### 등번호
- 33(2005년 ~ 2011년)
- 89(2012년 ~ 2019년)
- 78(2020년 ~ 2021년)
- 83(2022년 ~ )

### 연도별 타격 성적
| 연 도      | 소 속      | 경 기 | 타 석 | 타 수 | 득 점 | 안 타 | 2 루 타 | 3 루 타 | 홈 런 | 루 타 | 타 점 | 도 루 | 도 루 자 | 희 생 번 | 희 생 플 | 볼 넷 | 고 4 | 사 구 | 삼 진 | 병 살 타 | 타 율 | 출 루 율 | 장 타 율 | O P S |
| ---------- | ---------- | ----- | ----- | ----- | ----- | ----- | ------- | ------- | ----- | ----- | ----- | ----- | -------- | -------- | -------- | ----- | ---- | ----- | ----- | -------- | ----- | -------- | -------- | ----- |
| 2005년     | 라쿠텐     | 25    | 53    | 45    | 1     | 8     | 0       | 0       | 0     | 8     | 1     | 0     | 0        | 1        | 0        | 5     | 0    | 2     | 12    | 3        | .178  | .288     | .178     | .466  |
| 2006년     | 라쿠텐     | 2     | 7     | 7     | 0     | 1     | 0       | 0       | 0     | 1     | 0     | 0     | 1        | 0        | 0        | 0     | 0    | 0     | 3     | 0        | .143  | .143     | .143     | .286  |
| 2008년     | 라쿠텐     | 6     | 15    | 13    | 2     | 3     | 1       | 0       | 0     | 4     | 1     | 2     | 1        | 0        | 0        | 1     | 0    | 1     | 1     | 0        | .231  | .333     | .308     | .641  |
| 2009년     | 라쿠텐     | 26    | 64    | 59    | 6     | 15    | 4       | 2       | 1     | 26    | 8     | 1     | 3        | 1        | 1        | 3     | 0    | 0     | 13    | 0        | .254  | .286     | .441     | .726  |
| 2010년     | 라쿠텐     | 28    | 38    | 33    | 4     | 8     | 3       | 0       | 0     | 11    | 0     | 0     | 0        | 0        | 0        | 4     | 1    | 1     | 5     | 0        | .242  | .342     | .333     | .675  |
| 2011년     | 라쿠텐     | 35    | 16    | 15    | 3     | 2     | 0       | 0       | 0     | 2     | 0     | 1     | 0        | 0        | 0        | 1     | 0    | 0     | 6     | 0        | .133  | .188     | .133     | .321  |
| 통산 : 6년 | 통산 : 6년 | 122   | 193   | 172   | 16    | 37    | 8       | 2       | 1     | 52    | 10    | 4     | 5        | 2        | 1        | 14    | 1    | 4     | 40    | 3        | .215  | .288     | .302     | .592  |

### 연도별 감독 성적
| 연도       | 소속       | 순위       | 경기 | 승리 | 패전 | 무승부 | 승률 | 승차         | 팀 타율      | 팀 홈런      | 팀 평균자책점 | 연령         |
| ---------- | ---------- | ---------- | ---- | ---- | ---- | ------ | ---- | ------------ | ------------ | ------------ | ------------- | ------------ |
| 2018년     | 라쿠텐     | 6위        | 80   | 37   | 41   | 2      | .474 | 0.0          | .241         | 69           | 3.78          | 38세         |
| 통산 : 1년 | 통산 : 1년 | 통산 : 1년 | 80   | 37   | 41   | 2      | .474 | B클래스: 1회 | B클래스: 1회 | B클래스: 1회 | B클래스: 1회  | B클래스: 1회 |

- 2018년에 나시다 마사타카가 성적 부진을 이유로 감독직에서 사임했기 때문에 6월 17일부터 그 해 시즌 종료 때까지 감독 대행을 맡았다.